# Yasuyoshi Nara
Yasuyoshi Nara (født 12. december 1982) er en tidligere japansk fodboldspiller.
Han har spillet for flere forskellige klubber i sin karriere, herunder Consadole Sapporo.